# 카셰우강
카셰우강(포르투갈어: Rio Cacheu)은 기니비사우의 강으로, 상류에서는 파림강으로도 알려져 있다. 총 길이는 약 257km이다. 주요 지류 중 하나는 칸잠바리강이다.

## 구간
강의 발원지는 기니비사우 북쪽 국경 근처, 콘투보엘 북쪽과 게바강의 굽이진 곳에 가깝다. 강은 서쪽으로 흘러 파림과 비젠 근처를 지나며, 남쪽 강변에 카셰우가 있는 어귀로 넓어진다. 엘리아섬은 강 하구 근처 오른쪽 강변에 위치한 비교적 큰 섬이다. 이 섬의 서쪽 끝은 엘리아강과의 합류 지점 동쪽에 위치하며, 다른 강변에는 온구에링가오섬이 있다.

1845년 제작된 카셰우강의 지도

카셰우강은 대형(2,000톤) 선박이 약 97km까지 항해할 수 있으며, 소형 선박은 훨씬 더 멀리까지 갈 수 있다. 카셰우강은 이전에 중요한 무역 경로였다.

## 역사
포르투갈 식민지 전쟁, 즉 기니비사우 독립 전쟁 동안 이 강은 여러 군사 작전에 활용되었다.
2000년 12월, 강 하구의 상당 부분이 카셰우강 맹그로브 자연공원의 일부로 지정되었다. 공원의 68%는 맹그로브 서식지로 이루어져 있으며, 이는 서아프리카에서 가장 큰 맹그로브 숲 중 하나의 일부를 형성한다.

## 참고 문헌
- Salif Diop, La côte ouest-africaine. Du Saloum (Sénégal) à la Mellacorée (Rép. de Guinée), ORSTOM, Paris, 1990, 380 pages